# Rivetina gigantea
Rivetina gigantea är en bönsyrseart som beskrevs av Johann Heinrich Kaltenbach 1991. Rivetina gigantea ingår i släktet Rivetina och familjen Mantidae. Inga underarter finns listade i Catalogue of Life.